# Jacques Neirynck
Pour les articles homonymes, voir Neirynck.
Jacques Neirynck, né le 17 août 1931 à Uccle et mort le 24 juillet 2025 à Écublens, est une personnalité politique, un scientifique (électricité), professeur honoraire de l'École polytechnique fédérale de Lausanne (EPFL), défenseur des consommateurs, écrivain (romancier, essayiste), d'origine belge, naturalisé suisse.

## Biographie
Après avoir obtenu en 1954 son diplôme d'ingénieur électricien à l'université catholique de Louvain, Jacques Neirynck travaille jusqu'en 1957 dans un charbonnage en Belgique. En 1958, il obtient son doctorat en sciences appliquées également à l'université de Louvain.
Il part alors au Congo belge où il enseigne l'électronique et la théorie des circuits à l'université Lovanium de Léopoldville, devenue ensuite Kinshasa, jusqu'en 1963 ; il retourne à Bruxelles comme chef du groupe mathématiques appliquées, puis comme adjoint du directeur du laboratoire de recherches, puis enfin (en 1970), comme directeur technique du groupe chargé de la recherche et du développement en simulation des circuits de Philips.
En 1972, il est nommé professeur à l'École polytechnique fédérale de Lausanne, section électricité, chaire des Circuits et Systèmes. Il participe alors régulièrement à l'émission de la Télévision suisse romande, À bon entendeur , de Catherine Wahli. En 1982, il est élu Fellow of the Institute of Electrical and Electronics Engineers à New York. Il assume la direction du Traité d'électricité, ouvrage collectif en 22 volumes qui se voit attribuer le Prix Denzler en 1984.
Jacques Neirynck est l'auteur d'une centaine de publications scientifiques, dont quatre livres en français traduits en anglais et en espagnol. En dehors de son activité scientifique proprement dite, Jacques Neirynck est, depuis 1963, un des promoteurs du mouvement consumériste en Europe, au sein duquel il exerce différentes activités en Belgique, en France et en Suisse : dans ce dernier pays, il collabore régulièrement à des émissions de radio et de télévision comme Microscope, À bon entendeur et Cinq sur cinq. Il publie deux livres sur le consumérisme : Le consommateur piégé (1973) et Le consommateur averti (1979).

### Parcours politique
Jacques Neirynck est élu de 1999 à 2003 et de 2007 à 2015 conseiller national PDC. En 2021, lors de l'assemblée générale de son parti qui entérine la fusion avec la section vaudoise du Parti bourgeois-démocratique, la présidente Valérie Dittli annonce la retraite politique de Jacques Neirynck (ainsi que celle de Claude Béglé, la rivalité entre les deux hommes étant perçue comme « empoisonnant la vie du parti »).

### Mort
Jacques Neirynck meurt le 24 juillet 2025 à Écublens (Vaud), à l'âge de 93 ans,.

## Romans et essai
Son premier roman, Et Malville explosa, coécrit avec Alex Décotte et publié en 1988, met en scène le site nucléaire de Creys-Malville. À la suite de l'annonce en juin 1997 de la décision de fermeture de cette centrale, une version révisée de ce roman sort en août 1997 sous le titre Les Cendres de Superphénix.
Pour son deuxième roman, Le Manuscrit du Saint-Sépulcre, publié en 1994, Jacques Neirynck propose, à partir d'une enquête fictive menée sur la datation du Suaire de Turin, une réflexion suggestive sur la place de l'Église dans un monde médiatique et scientifique (Prix Charles Oulmont, Fondation de France, 1995). Suivent L'Ange dans le placard en 1999, puis La Prophétie du Vatican en 2003.
En 2007, il se lance dans le roman policier historique avec une série se déroulant à la Belle Époque et racontant les enquêtes du capitaine Raoul Thibaut de Maizières. Les trois volumes de la série paraissent chez 10/18 dans la collection Grands détectives.
En 2018, dans son essai Le secret des Suisses - Le goût du consensus, il propose le concept d’acratie, néologisme dont il est le créateur: « Sur le cas particulier de la Suisse, on peut étudier la démarche d’une politique authentique, détournée des attraits du pouvoir pour se consacrer au bien commun. On parle ainsi d'acratie, dans le sens étymologique d'absence de pouvoir.

## Prises de position
En 2017, Jacques Neirynck prend la défense de l'islamologue controversé Tariq Ramadan, accusé de viols. Rappelant qu'il est présumé innocent, Jacques Neirynck estime que « l'accusation portée contre lui pourrait donc se résumer à une campagne d’intoxication, visant l’islam à travers sa personne » et affirme que « en prônant un islam pacifique, réfléchi, positif, Tariq Ramadan embarrasse tous ceux qui essaient, au contraire, de l’identifier au terrorisme, à la violence, au machisme ».

## Publications

### Technique
- Théorie des réseaux de KirchhoffDans le Traité d'électricité
- Circuits non linéaires
- Filtres électriquesDans le Traité d'électricité

### Consommation et économie
- Le consommateur piégé, 1973
- Le consommateur averti, 1979

### Romans policiers historiques

#### Enquêtes du capitaine Raoul Thibaut de Maizières au tournant desXIXeetXXesiècles(Belle Époque)
- La Mort de Pierre Curie, Éditions 10-18 Collection Grands détectives no 4045, 2007Polar historique
- Le Crime du prince de Galles, Éditions 10-18 Collection Grands détectives no 4046, 2007Polar historique - l'affaire Marguerite Steinheil
- La Faute du président Loubet, Éditions 10-18 Collection Grands détectives no 4120, 2008Polar historique - l'affaire Gabriel Syveton

### Romans
- Et Malville explosa, Favre, 1988, 348 p. (ISBN 978-2-8289-0385-5)Roman coécrit avec Alex Décotte
- Le Siège de Bruxelles, Cerf, 1996, 373 p. (ISBN 978-2-220-03818-6)Roman
- Les Cendres de Superphénix, Desclée de Brouwer, 1997, 268 p. (ISBN 978-2-220-04037-0)Roman coécrit avec Alex Décotte
- L'Ange dans le placard, Desclée de Brouwer, 1999, 318 p. (ISBN 978-2-220-04420-0)Roman
- L'Énigme Vassula, Éditions Favre, 2000, 175 p. (ISBN 978-2-8289-0546-0)
- L'Attaque du palais fédéral, Éditions Favre, 2004Roman
- La trilogie Un pape suisse
  - tome 1 : Le Manuscrit du Saint-Sépulcre, Desclée de Brouwer, 1994, 321 p. (ISBN 978-2-204-05062-3)Roman, Prix de littérature religieuse 1995
  - tome 2 : La Révélation de l'ange, 2002Roman
  - tome 3 : La Prophétie du Vatican, 2003Roman

### Essais
- Le Huitième Jour de la création. Un mode d'emploi pour la technique, Presses polytechniques romandes, 1986Préface de Jacques Ellul
- Première épître aux techniciens, Presses polytechniques et universitaires romandes, 1990, 352 p. (ISBN 978-2-88074-181-5, lire en ligne)Coécrit avec Philippe Baud
- Peut-on vivre avec l'islam en France et en Europe, 2000Coécrit avec Tariq Ramadan
- Science et Conscience. Le cas du génie génétique, 2005
- La Grande Illusion de la technique, Éditions Jouvence, 2006
- Profession menteur : Astrologues, numérologues, voyants, visionnaires, financiers, publicitaires, sectaires et autres, Favre, 2010
- Le secret des Suisses - Le goût du consensus, Editions Cabédita, 2018  (ISBN 978-2-88295-815-0)
- CREDO - Lectionnaire des baptisés, Editions Ouverture, 2025  (ISBN 978-2-88413-439-2)